# 中友子
中友子（日语：中 友子，1963年3月22日—），日本女性配音員、舞台演員、旁白。出身於大阪府大阪市。身高163cm。B型血。

## 簡歷、人物
本名：川端 朋子（かわばた ともこ）。青二塾大阪校第2期出身，青二Production所屬，劇團SWAT！（舊名：劇團大三帝國）（页面存档备份，存于）團員。
擅長方言：關西方言。興趣：高爾夫。

## 演出
粗體字表示主要角色。

### 電視動畫
1989年
- 惡魔君（老師）
- 奇天烈大百科（圭子、小早川文子、歌子、保母、主婦）

1990年
- 勇者鬥惡龍（莎拉）
- 櫻桃小丸子 (第1期)（藤木茂[6]、穗波玉的母親ん、小孩、三津屋大嬸、長田、澤井、野村敦子、倉田、親戚的阿姨）
- 神通小精靈（狸貓吉的母親）

1991年
- 宇宙小超人 3000萬光年尋找母親（日语：ウルトラマンキッズ 母をたずねて3000万光年）（達達比）
- 金魚注意報（三太、[イナちゃん] 错误：{{Lang}}：無法辨識代碼 aj（帮助）、加藤高廣的母親）
- 金肉人 金肉星王位爭奪戰（五郎、少年時期的戰爭人（日语：ウォーズマン）、子）
- 蓋特機器人號（少年B）
- 校園七大不可思議神秘事件（日语：ハイスクールミステリー学園七不思議）（老奶奶）

1992年
- 小小男子漢（手藝店奧麗芙店主、朋美）
- 超仙魔大戰（整形美帝）
- 南國少年奇小邪（卡琳）

1993年
- GS美神（老奶奶）
- 歡樂的楊柳鎮（茉莉）
- 美少女戰士R（ファライオン）
- 家有賤龍（鹿谷初葉的母親〈鹿谷草子〉[7]、兜）

1994年
- 美少女戰士S（主持人）

1995年
- 近所物語（山口薰的母親）
- 櫻桃小丸子 (第2期)（1995～，藤木茂[8]、穗波玉的母親、長田、澤井、野村敦子、倉田、良子的母親〈代替〉）
- 美少女戰士SuperS（舔舔娘）

1996年
- 無家可歸的孩子蕾米（艾瑪、阿爾伯爾）
- 鬼太郎 (第4部)（雪女）
- 靈異教師神眉（橋本太）

1997年
- 超魔神英雄傳（ビショチョウ）

1998年
- 吉本無知子物語（日语：ヨシモトムチッ子物語）（藍鳳蝶蘋果）

1999年
- 極道君漫遊記（日语：ゴクドーくん漫遊記）（極道妻）
- 神八劍傳（日语：神八剣伝）
- 天使不設防！（巴巴）

2000年
- 法布爾先生是名偵探（日语：ファーブル先生は名探偵）（奧利佛、貝爾蒙多伯爵夫人）

2001年
- ONE PIECE（父親節小姐[9]、希娜[10]）

2002年
- 櫻桃小丸子 (第2期)（麻雀女王）
- 阿倍野橋魔法商店街（夢音的母親）
- 釣魚迷日記（宗）

2003年
- 原子小金剛 (2003年動畫)（科學家）
- 急救超人兵團
- 驚爆危機？校園篇（水星的母親）

2004年
- Keroro軍曹（老鼠星人〈行事〉）
- 爆裂天使（女孩子B）
- 風人物語（潤的母親）

2005年
- IGPX（教練）
- 鼻毛真拳（袋）

2006年
- 金色琴弦 ～primo passo～（志水桂一的嬸嬸）
- Keroro軍曹（奧黛麗7）
- 我的裘可妹妹（石田葉子）
- 真仙魔大戰（滿助、助士）
- 貧窮姊妹物語（橋本洋品店的大嬸、超市店員、花店大嬸、護理長）

2007年
- ONE PIECE（麥可）

2008年
- 鬼太郎 (第5作)（齒黑女、先代魔女〈珊薇亞的奶奶〉、小綾的母親、母親、康平的母親、母親、阿黑、慈恩王、膝元）
- 墓場鬼太郎（房東、水木茂的妻子）
- 旁邊的兒童 我的火腿組（日语：はたらキッズ マイハム組）（的母親）
- 波菲的漫長旅程（露意莎、瑪莎·史密斯、農夫的妻子）
- ONE PIECE（女繪殭屍、殭屍）

2009年
- 怪談餐館（中年女性、民宿大嬸）
- 你好 安妮 ～Before Green Gables（麗莎）
- 洋葱和尚朝太郎（日语：ねぎぼうずのあさたろう）（與作的母親、阿姨、老奶奶）
- 名偵探柯南（老奶奶）
- ONE PIECE（貝拉冬娜[11]）

2010年
- 動物偵探奇魯米（美智子）
- ONE PIECE（女）

2011年
- 異國迷宮的十字路口 The Animation（大嬸）
- ONE PIECE（母親、原住民母親）

2012年
- 聖鬥士星矢Ω（安）
- 名偵探柯南（坂內久美）

2013年
- ONE PIECE（蒙查的母親）

2014年
- 相撲力士!! 松太郎（日语：のたり松太郎）
- 天雷爭霸：復仇者聯盟（廣播）
- 名偵探柯南（正木須波）

2015年
- 那就是聲優！（老奶奶B、主任）
- 大家集合！法爾康學園SC（日语：みんな集まれ!ファルコム学園）（梅爾、艾茵·瑟爾納特）

2017年
- 虎面人W（女將）
- 鬼平（阿千）

2018年
- 深夜！天才傻鵬（日语：深夜!天才バカボン）（小孩）

2019年
- 爆釣王（日语：爆釣バーハンター）（妻原人[12]）
- 名偵探柯南（大原真纪）
- 哆啦A夢 (水田山葵版)（老師的老師）

2020年
- 排球少年！！TO THE TOP（北的祖母）

2021年
- WORLD TRIGGER（香取的母親）
- 小林家的龍女僕S（會田椿）

2022年
- 數碼寶貝幽靈遊戲（ガワッパモン）

### 電影動畫
1990年
- 隨風而逝的記憶
- 櫻桃小丸子：友情歲月（日语：ちびまる子ちゃん (映画)）（長田同學[13]）

1992年
- 櫻桃小丸子：我最喜歡的歌（藤木同學〈藤木茂〉）

1993年
- 怪博士與機器娃娃：嗯加！企鵝村的早晨（日语：Dr.スランプ アラレちゃん んちゃ!ペンギン村はハレのち晴れ）

1995年
- 卡塔君物語（日语：カッタ君物語）（柴田芳江）

2007年
- ONE PIECE 阿拉巴斯坦戰記 沙漠王女與海賊們（父親節小姐）

2009年
- ONE PIECE FILM STRONG WORLD（夫人）

2015年
- 櫻桃小丸子：來自義大利的少年（藤木同學〈藤木茂〉[14]、穗波玉的母親）

2018年
- 名偵探柯南：零的執行人（防衛大臣）

2019年
- 我們的七日戰爭（香織的母親）

### OVA
- （1990年）
- NINETEEN 19（日语：NINETEEN 19）（1990年，模特兒A）
- 創龍傳（1991年）
- 代紋TAKE2 第II章（日语：代紋TAKE2）（1993年，山倉夫人）
- 人魚之傷（1993年，女）
- 機械女神R（1995年）
- 純愛手札（1999年，紐緒結奈）

### 遊戲
1991年
- 閃耀的御宅星座 IN ANOTHER WORLD（日语：おたくの星座）（尹）

1994年
- 純愛手札（紐緒結奈）

1995年
- D之食卓（日语：Dの食卓）（羅菈）
- 櫻桃小丸子的繪圖日記世界（藤木同學〈藤木茂〉）

1996年
- 純愛手札 ～forever with you～（紐緒結奈）
- 純愛手札 對戰方塊（紐緒結奈）

1996年
- WAR-ZARD（日语：ウォーザード）（塔芭莎、魯安）
- 純愛手札 傳說的樹下（紐緒結奈）
- 純愛手札 Private Collection（紐緒結奈）
- 純愛手札 螢幕保護裝置集 Vol.2 令人興奮的便當盒（紐緒結奈）
- TOBAL No. 1（日语：トバルNo.1）（瑪莉·伊彭斯卡亞）

1997年
- Other Life Azure Dreams（日语：アザーライフ アザードリームス）（法·戈茲）
- 純愛手札 對戰泡泡（紐緒結奈）
- 純愛手札Drama Series Vol.1 虹色青春（紐緒結奈）

1998年
- 純愛手札Drama Series Vol.2 彩之戀曲（紐緒結奈）
- 純愛放學後 來回答問題吧☆（紐緒結奈）
- 純愛手札 Typing（紐緒結奈）

1999年
- 純愛手札Drama Series Vol.3 啟程之詩（紐緒結奈）
- 銀河少女警察 The 3rd Planet（オーギュスト·クロエ）

2000年
- 純愛手札2 Substories ～Dancing Summer Vacation～（日语：ときめきメモリアル2 Substories）（紐緒結奈）

2002年
- 純愛手札 ～forever with you～（紐緒結奈）

2003年
- C.A.T ～Cyber Attack Team～（瑞樹結）
- 櫻桃小丸子的智力問答（藤木茂）
- From TV animation ONE PIECE 海洋之夢！（希娜）
- ONE PIECE 偉大航路之爭！3（日语：ONE PIECE グランドバトル! 3）（希娜）

2004年
- 交響曲傳奇
- 純愛手札 Typing Active Mind（紐緒結奈）

2008年
- WORLD DESTRUCTION 被引導的意志（翠空王）

2009年
- 櫻桃小丸子DS 小丸子的市鎮（藤木同學〈藤木茂〉、穗波玉的母親）

2010年
- ONE PIECE ONEPY B MATCH W（日语：ワンピーベリーマッチ）（希娜）

2013年
- 鬼武者Soul（日语：鬼武者Soul）（塔芭莎）

2014年
- ONE PIECE KINGS（希娜）

2015年
- 英雄傳說VI 空之軌跡 FC Evolution（麻绪婆婆[15]）

### 外語配音
※作品依英文名稱及英文原名排序。

#### 電視影集
- 重返犯罪現場（Jenny Shepard〈Lauren Holly 飾演〉、Paula Cassidy〈Jessica Steen 飾演〉）
- 說故事的人（英语：The Storyteller (TV series)）（孩子們、女傭〈Kate Williams 飾演〉）

#### 動畫
- 冰原歷險記3：恐龍現身
- 湯瑪士小火車（Annie、Bill）※富士電視台版。
  - 湯瑪士小火車：湯瑪士和神奇鐵路（英语：Thomas and the Magic Railroad）（Annie）

### CD
- CD劇場 勇者鬥惡龍III（日语：CDシアター ドラゴンクエスト）（卑彌呼、索菲亞）
- 寄生前夜 廣播劇CD DISC－1（永島聖美的母親）
- 英雄傳說 軌跡系列 廣播劇CD（愛因·瑟爾納特）
  - 英雄傳說VI 空之軌跡 the 3rd －靈魂的烙印－
  - 英雄傳説 零之軌跡 前傳 -審判的指環-
- 滿滿都是小丸子（藤木同學〈藤木茂〉）
  - 青
  - 藤木的卑鄙主題曲「卑鄙者」

### 旁白
- 愛上藝術
- THE WIDE（日语：ザ・ワイド）
- CNN Daybreak（日语：CNNデイブレイク）

### 其它
- 青山二丁目劇場（日语：青山二丁目劇場） 「石頭的心情」－岩崎美穗
- 千奇百趣大挑戰（外國人的日語配音）
- 真實觀測器Z！（日语：超潜入!リアルスコープハイパー）（配音演出）
- Super Gateball（日语：スーパーゲートボール）（日本划艇頻道（日语：日本レジャーチャンネル），負責實況）

## 外部連結
- 中友子｜青二Production（页面存档备份，存于） （日語）
- 中友子｜劇團SWAT！（页面存档备份，存于） （日語）
- 中友子的X（前Twitter） （日語）